# 서비스
서비스(영어: service, 문화어: 써비스) 또는 용역(用役)은 물질적 재화 이외의 생산이나 소비에 관련한 모든 경제활동을 일컫는다. 복무(服務)라는 용어도 통용한다. 상품을 빼고서 교사의 수업, 이발사의 이발, 일용직근로자들의 일 따위가 용역에 속한다. 대개 용역은 개인이 남을 위하여 일하는 행위를 뜻하지만 경제학에서도 토지·자본·노동이라는 각 생산요소나 정부가 무엇인가를 생산하거나 혹은 일상 생활을 위한 인간적 욕구를 충족하기 위해 하는 일련의 행동을 포함한다.
대한민국에서는 1970년대를 포함하여 한때 "서어비스"라는 용어를 사용하기도 하였으나 지금은 표준으로 쓰이지 않는다. 써비스 또한 잘못 쓰이는 표현이다.
최근 서비스의 개발, 운영, 개선을 위한 과학적 방법론 및 응용기술을 연구하는 학제적 학문 분야인 서비스과학(서비스사이언스)이 국내에 도입되어 연구되고 있다.

## 경제 서비스의 목록
아래의 서비스 목록은 모든 것을 나열한 것이 아니다.

- 사업 기능
  - 컨설팅
  - 고객 서비스
  - 인적 자원 관리
- 육아
- 청소, 유지 보수
  - 건물 관리 (청소 업무를 제공하는)
  - 원예
  - 정비
- 건축
  - 목수직
  - 전기 기사
  - 배관 공사
- 사망 관리
  - 검시관
  - 장례업
- 논쟁 해결 및 방지 서비스
  - 중재
  - 법원
  - 외교
  - 억류 (범인을 사회 밖으로 보내는 서비스 제공)
  - 법 집행
  - 변호사
  - 조정
  - 군복무 (다른 국가와의 논쟁 속에서 국가를 보호하는 서비스 제공)
  - 협상
- 교육
  - 도서관
  - 박물관
  - 학교
- 문화 예술
  - 전시회
  - 공연

- 생활체육
- 의류 관리
  - 드라이 클리닝
  - 동전 세탁소
- 금융 서비스
  - 회계
  - 은행 및 주택금융조합(주택조합)
  - 부동산
  - 증권 중개인
  - 세금 예비
- 엔터테인먼트
  - 운동
  - 텔레비전
  - 영화관
- 외식 산업
- 개인 관리
  - 이발
  - 미조술 (매니큐어) / 페디큐어
  - 몸털 제거
  - 치과 위생사
- 의료
- 서비스업
- 정보 서비스
  - 데이터 처리
  - 데이터베이스 서비스
  - 통역 및 번역
- 위기 관리
  - 보험
  - 보안
- 사회 서비스
  - 사회 사업
- 운송
- 공익 사업
  - 전력
  - 천연 가스
  - 전자통신
  - 쓰레기 처리
  - 수산업

## 같이 보기
- 서비스과학
- 마케팅
- 상품
- 고객 서비스
- ASP
- 서비스형 소프트웨어